# National Board of Review Awards 1950
La 22ª edizione dei National Board of Review Awards si è tenuta il 20 dicembre 1950.

## Classifiche

### Migliori dieci film
- Cirano di Bergerac (Cyrano de Bergerac), regia di Michael Gordon
- Paura in palcoscenico (Stage Fright), regia di Alfred Hitchcock
- Giungla d'asfalto (The Asphalt Jungle), regia di John Huston
- Bandiera gialla (Panic in the Streets), regia di Elia Kazan
- Cielo di fuoco (Twelve O'Clock High), regia di Henry King
- Eva contro Eva (All About Eve), regia di Joseph L. Mankiewicz
- Uomo bianco, tu vivrai! (No Way Out), regia di Joseph L. Mankiewicz
- La porta dell'inferno (Edge of Doom), regia di Mark Robson
- Viale del tramonto (Sunset Boulevard), regia di Billy Wilder
- Il mio corpo ti appartiene (The Men), regia di Fred Zinnemann

### Migliori film stranieri
- The Titan: Story of Michelangelo, regia di Robert J. Flaherty, Richard Lyford e Curt Oertel
- Sangue blu (Kind Hearts and Coronets), regia di Robert Hamer
- Whisky a volontà (Whisky Galore), regia di Alexander Mackendrick
- Paris 1900, regia di Nicole Védrès

## Premi
- Miglior film: Viale del tramonto (Sunset Boulevard), regia di Billy Wilder
- Miglior film straniero: The Titan: Story of Michelangelo, regia di Robert J. Flaherty, Richard Lyford, Curt Oertel
- Miglior attore: Alec Guinness (Sangue blu)
- Miglior attrice: Gloria Swanson (Viale del tramonto)
- Miglior regista: John Huston (Giungla d'asfalto)